# Ausbesserungswerk Bremen-Sebaldsbrück

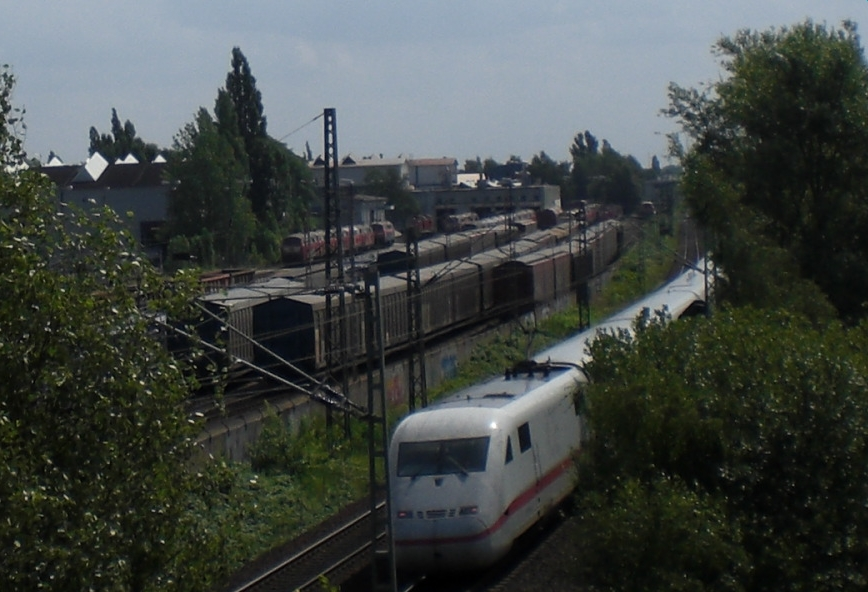
Ausbesserungswerk Bremen-Sebaldsbrück, Blick auf die Außenanlagen 2008

Das DB Werk Bremen-Sebaldsbrück (kurz: AW Bremen) gehört zum Deutsche-Bahn-Tochterunternehmen DB Fahrzeuginstandhaltung GmbH. Es liegt auf nördlicher Seite an der Bahnstrecke Wunstorf–Bremen (Streckennummer 1740) im Bremer Stadtteil Hemelingen. Zum Hauptgeschäftsfeld des Werkes hat sich im Laufe der Zeit die Instandhaltung von Diesellokomotiven und auch allgemein von großen Dieselmotoren entwickelt.
Jährlich werden etwa 800 Dieselmotoren instand gesetzt. Besonders die Lokomotiven der DB-Baureihen 211/212, 218 und 290 werden hier untersucht. Durch Umstrukturierung sind Kapazitäten frei geworden, so dass auch Privatbahnlokomotiven und Schiffsmotoren hierher kommen. Das Werk verfügt über fünf Motorenprüfstände und unterliegt verschiedenen Zertifizierungen.

## Geschichte

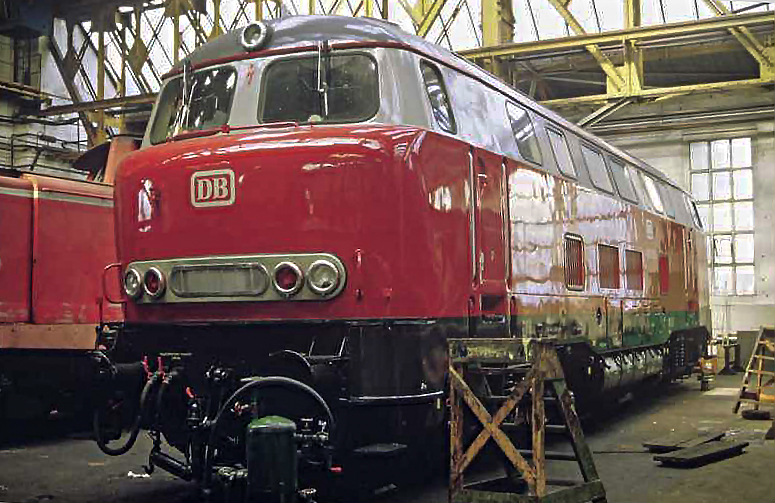
Eine Vorserien-Diesellokomotive V 160 („Lollo“) im AW Bremen, 1984

Anfang des 20. Jahrhunderts wurden 40 bis 50 Hektar für ein „Reichsbahn-Ausbesserungswerk“ im Land Preußen geplant, nachdem das vorhergehende Werk am Hauptbahnhof Bremen zu klein geworden war. 1912 erfolgte die Grundsteinlegung, und das neue Werk wurde im April 1914 eröffnet. Ursprünglich war es für die Instandhaltung von Dampflokomotiven, Reisezugwagen, Güterwagen, Gleiswaagen, Wasserstationen und Brücken zuständig. Nachdem die Instandsetzung von Eisenbahnwagen an andere Standorte verlegt worden war, kamen ab den 1930er Jahren Personen-, Lastkraftwagen und Motorräder hinzu. Für die Arbeiter entstanden neben dem Werk bis 1940 rund 400 Wohnungen. 1950 erstreckte sich die Instandsetzung auf Dampflokomotiven, Kleinlokomotiven, Kranwagen, Gleiskraftfahrzeuge, Omnibusse, Sonderfahrzeuge, Zugmaschinen und Anhänger. 1962 erfolgte die Spezialisierung auf Diesellokomotiven. Hier wurden auch 15 Loks zur 218.8 umgebaut. Noch in den 1990er Jahren gehörten Güterwagen und andere Fahrzeuge zum Aufgabenfeld. Für den Tunnelhilfszug wurden zwischen August 1990 und April 1991 Loks der Baureihe 212 zu 214 im AW Bremen umgerüstet. 1998 wurde das Werk in die DB Regio AG eingegliedert, und die Baureihe 218 wurde zum Schwerpunkt der Instandsetzung.
2002 wurde vom AW Bremen die aus einer Lok der Baureihe 215 umgebaute 218 441-4 (in zweiter Besetzung, die erste 218 441 war nach einem Unfall bereits ausgemustert) als Prototyp einer aufgearbeiteten und für weitere Einsatzjahre ertüchtigten 218 vorgestellt. Auffallende Merkmale waren Zugzielanzeigen unter den Frontscheiben, der DB-Einheitsführerstand und Dreilicht-Spitzensignale in LED-Technik; darüber hinaus waren umfangreiche Schallminderungsmaßnahmen und eine zeitgemäße Fahrzeugleittechnik umgesetzt worden. Das Projekt wurde nicht weiter verfolgt, da der Umbau derart weitreichend war, dass die Lok eine neue Zulassung gebraucht hätte. Mittlerweile erhielt dieses Einzelstück seine alte Nummer 215 022 zurück und wurde an die Gewerkschaft Transnet verkauft. Ende 2010 wurde sie verschrottet.

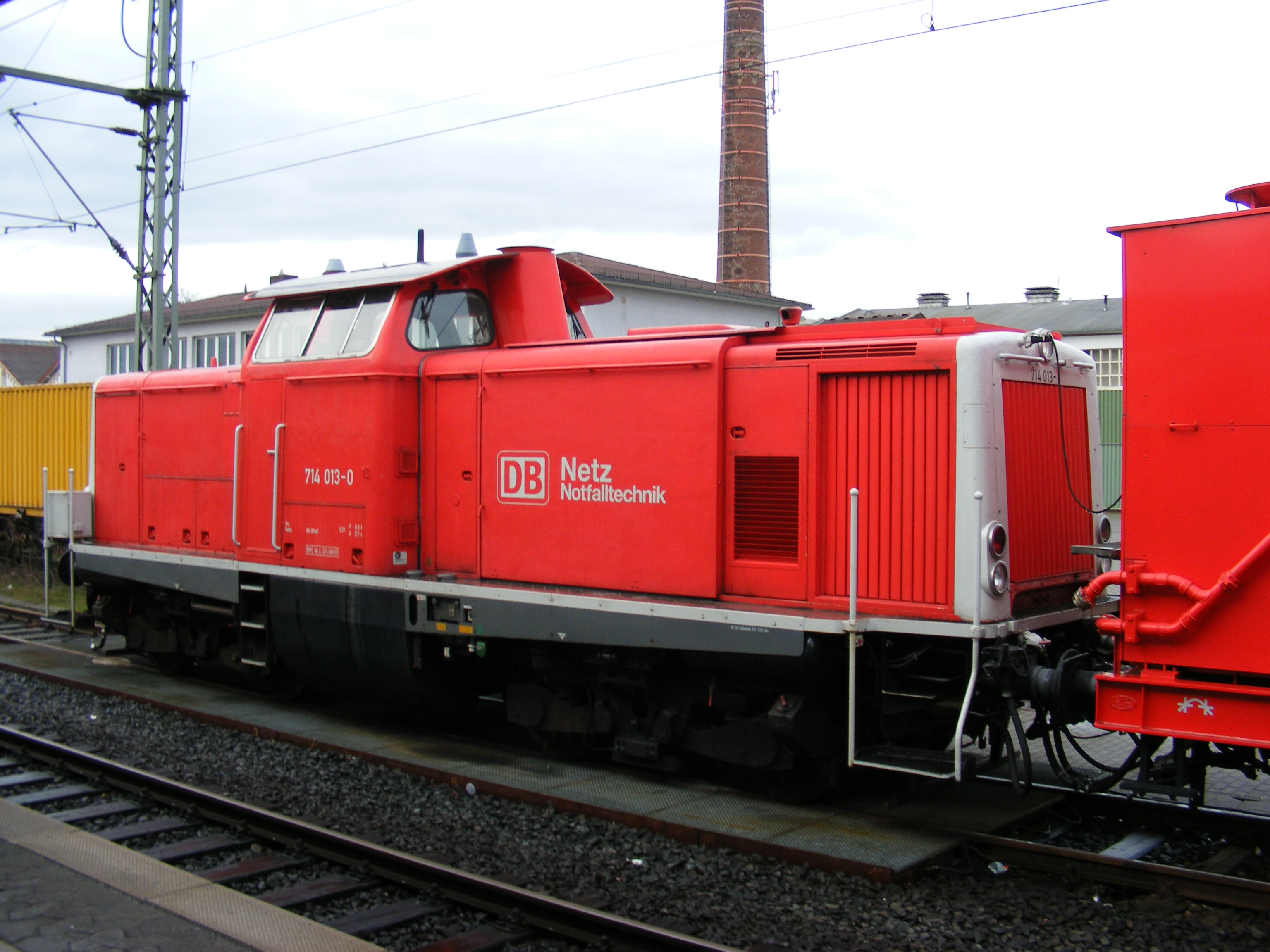
Lokomotive eines Rettungszuges vor dem Umbau

In der Aufbauzeit Anfang der 1950er-Jahre gab es 2150 Mitarbeiter im Werk. Ihre Zahl sank bis 2008 auf etwa 600 Personen. Da auch die Zahl der Diesellokomotiven der Baureihe 218 von 415 aktiven Maschinen im Jahre 2000 auf etwa 225 im Jahre 2008 sank, wurde entsprechend die Zahl der Mitarbeiter verringert. 2014 waren nur noch 450 beschäftigt. Das heutige Werksgelände umfasst 13,6 Hektar.

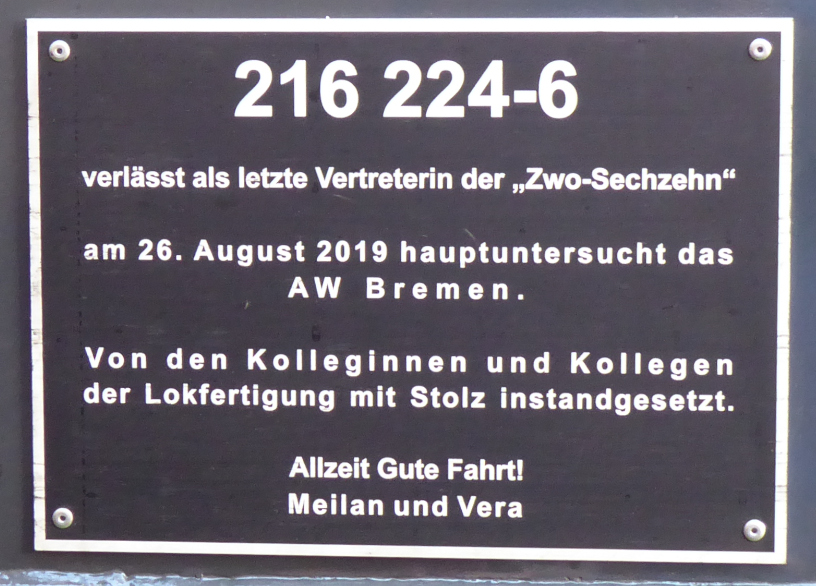
216 224 war die letzte untersuchte Lokomotive in Bremen

Bis Mitte 2018 war eine umfassende Modernisierung der insgesamt 14 Loks für Tunnelhilfszüge bzw. den DB-Rettungzug im Werk Bremen vorgesehen. Sie erhielten hierbei neue Führerhäuser mit Türen zum Seitenumlauf, eine neue Steuerung für die Elektrik, Rußpartikelfilter sowie neue Kühlanlagen mit Lüftern.
Ab 2019 sollte das Werk Leistungen an das Werk Cottbus abgeben und sich auf die Aufarbeitungen von Motoren und Powerpacks (Motor-Getriebe-Einheiten) konzentrieren.